# Marko Kvasina
Marko Kvasina (Vienna, 20 dicembre 1996) è un calciatore austriaco di origini croate, attaccante dello Slovácko.

## Carriera

### Nazionale
Ha partecipato agli Europei Under-21 del 2019.